# Franklin (condado de Jackson, Wisconsin)
Franklin es un pueblo ubicado en el condado de Vernon en el estado estadounidense de Wisconsin. En el Censo de 2010 tenía una población de 1.140 habitantes y una densidad poblacional de 8,53 personas por km².

## Geografía
Franklin se encuentra ubicado en las coordenadas 43°28′52″N 90°53′32″O / 43.48111, -90.89222. Según la Oficina del Censo de los Estados Unidos, Franklin tiene una superficie total de 133.59 km², de la cual 133.46 km² corresponden a tierra firme y (0.09%) 0.12 km² es agua.

## Demografía
Según el censo de 2010, había 1.140 personas residiendo en Franklin. La densidad de población era de 8,53 hab./km². De los 1.140 habitantes, Franklin estaba compuesto por el 96.67% blancos, el 0.35% eran afroamericanos, el 0.09% eran amerindios, el 0.09% eran asiáticos, el 0% eran isleños del Pacífico, el 0.09% eran de otras razas y el 2.72% pertenecían a dos o más razas. Del total de la población el 1.23% eran hispanos o latinos de cualquier raza.